# Шешир пун неба
Шешир пун неба (енгл. A Hat Full of Sky), 32. роман серијала о Дисксвету британског писца Тери Прачета. Друга књига из серије о Тифани Болан.

## Тема
Друга прича у подсерији о девојци Тифани Болан која учи за вештицу под надзором Баке Ведервакс, најмоћније вештице на Дисксвету, уз помоћ Слободног Народа, човечуљака високих око 15 центиметара који су неустрашиви ратници и највећи лопови на Дисксвету. На пародично-сатиричан начин, ова књига се бави бројним озбиљним темама попут породице, традиције, притиска вршњака и изолације.